# Kevin Mahogany
Kevin Mahogany (Kansas City, 30 juli 1958 – aldaar, 17 december 2017) was een Amerikaanse jazzzanger.

## Biografie
Mahogany begon met piano en klarinet (die hij later ook aan een middelbare school onderwees), stapte op 12-jarige leeftijd over op de baritonsaxofoon en speelde in hetzelfde jaar in het New Breek Orchestra van Eddie Baker, hetgeen hij tijdens zijn middelbareschooltijd, waarin hij ook in diverse mars- en orkestbands speelde, voortzette. In het laatste middelbareschooljaar voelde hij zich echter meer aangetrokken tot de zangkunst, wat hem bracht tot een eigen zanggroep aan de Baker University in Kansas, waar hij van 1976 tot 1981 muziek en theater studeerde. Na afronding van zijn studie speelde hij in de jaren tachtig in zijn geboorteplaats Kansas City in twee plaatselijk succesvolle eigen bands georiënteerd op de rhythm-and-blues en soul van de jaren zestig, Mahogany en The Apollos.
Mahogany ontwikkelde zijn eigen stijl maar liet zich ook inspireren door rolmodellen als Lambert, Hendricks & Ross, Al Jarreau en Eddie Jefferson. In 1993 verscheen zijn door Gust Tsilis geproduceerde debuutalbum Double Rainbow bij Enja Records met Kenny Barron aan de piano. Bij Enja Records volgden You Got What It Takes in 1993 (met Benny Golson) en Songs and Moments in 1994. In 1995 stapte hij over naar Warner Bros. Records en in 1996 nam hij Kevin Mahogany op met onder anderen saxofonist Kirk Whalum. Het album leverde hem in eigen land lovende recensies op.
Er volgde bij Warner Another Time, Another Place (1997), My Romance (1998) en Portrait of Kevin Mahogany (2002). In 2002 verscheen bij Telarc zijn Motown-debuut Pride and Joy. Mahogany richtte later zijn eigen label Mahogany Jazz op. Daar verscheen in 2004 To Johnny Hartman en Kevin Mahogany Big Band. Op het gebied van de jazz was hij van 1992 tot 2014 betrokken bij 41 opnamesessies, waarvan de laatste die voor het in Wenen tot stand gekomen album The Vienna Affair was (met Erwin Schmidt, Martin Spitzer, Joschi Schneeberger en Mario Gonzi), verschenen in 2015.
In de film Kansas City van Robert Altman nam hij de rol van Jimmy Rushing waar.

## Overlijden
Kevin Mahogany overleed in december 2017 op 59-jarige leeftijd aan de gevolgen van een hartinfarct.
- Bibsys: 4024927
- Bibliothèque nationale de France: cb14008560w (data)
- Gemeinsame Normdatei: 134832728
- International Standard Name Identifier: 0000 0000 7364 4078
- Library of Congress Control Number: n94031818
- MusicBrainz: 76ddd8fe-a0c9-4631-9069-07cd5adb7f9a
- Nationale Bibliotheek van Israël: 987007352851405171
- Nationale Bibliotheek van Polen: a0000001907356
- Virtual International Authority File: 17419520
- WorldCat: E39PBJxt3CDWkgVXMjvGKhyyBP